# Zeitschrift für Physikalische Chemie
Die Zeitschrift für Physikalische Chemie (nach ISO 4 abgekürzt Z. Phys. Chem.) ist eine Fachzeitschrift für physikalische Chemie, die 1887 von Wilhelm Ostwald und Jacobus Henricus van ’t Hoff als Zeitschrift für physikalische Chemie, Stöchiometrie und Verwandtschaftslehre gegründet wurde.
1928 wurde der Titel auf Zeitschrift für physikalische Chemie verkürzt und eine neue Benummerung der Jahrgangsbände festgelegt.
1954 wurde die Zeitschrift in eine westdeutsche Ausgabe (Akademische Verlagsanstalt Frankfurt, später verkauft an den Oldenbourg-Verlag und 2013 übernommen von de Gruyter) und eine ostdeutsche Ausgabe geteilt. Die Nummerierung wurde abermals neu festgelegt.
Seit 1979 erscheint die westdeutsche Ausgabe mit dem englischen Untertitel International journal of research in physical chemistry and chemical physics und veröffentlicht deutsch- und englischsprachige Fachaufsätze.
2014 lag der Impact Factor der Zeitschrift für Physikalische Chemie bei 1,356. Damit belegte die Zeitschrift in der Statistik des Science Citation Index Rang 101 von 139 betrachteten Journals in der Kategorie „physikalische Chemie“. 2019 lag der Impact Factor bei 2,030.